# Défense antimissile par pays
Cet article parle des programmes de défense antimissile historiques et actuels des États qui investissent dans ce domaine ; pour une vision d'ensemble des concepts de défense antimissile, de ses enjeux géo-stratégiques et des principaux systèmes opérationnels dans les années 2010, voir l'article général défense antimissile.

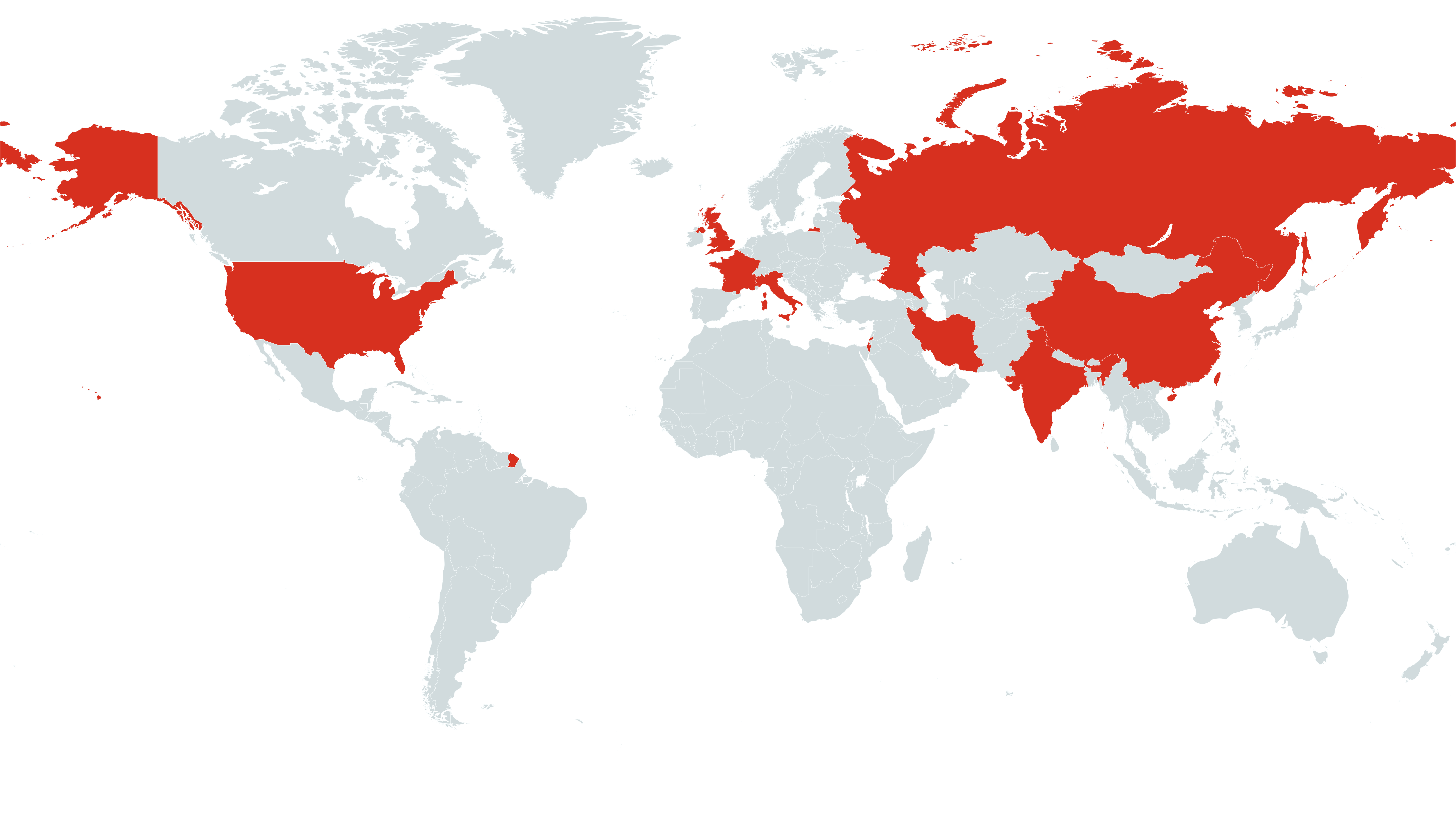
États détenteurs de systèmes antimissile

La défense antimissile est dirigée contre des armes au parcours spatial important quand elles vont très loin, ou moins important voire uniquement dans l'atmosphère quand elles vont plus près. Elle utilise un système complexe permettant de détecter, de suivre et d’intercepter des objets très petits et très rapides, à savoir les armes d’un ou plusieurs missiles balistiques ennemis dirigées vers la zone à protéger.
Les États-Unis et l'Union soviétique commencent à développer des missiles antimissile dans les années 1960, en réponse à l'arrivée massive de missiles intercontinentaux (ICBM) dans leurs arsenaux. Les insuffisances des technologies disponibles et les coûts prohibitifs les amènent à conclure en 1972 le traité ABM par lequel ils limitent fortement leurs programmes antimissiles. En revanche, les performances des systèmes de défense antiaérienne continuent d'être améliorées au point que les plus modernes d'entre eux ont des capacités d'interception de missiles balistiques à courte portée comme les Scud que les Soviétiques ont exporté dans de nombreux pays du Moyen-Orient et d'Asie.
Alors que la guerre froide se termine mettant ainsi fin au face à face entre les deux Grands, la guerre du Golfe de janvier et février 1991 est le théâtre des premières interceptions de missiles balistiques, des Scud irakiens, par des missiles antimissile Patriot américains. Il en résulte une double prise de conscience : l'emploi de missiles balistiques par des États autres que les grandes puissances est possible et constitue une menace pour tous d'une part, et d'autre part la défense antimissile de théâtre doit être développée en priorité.
Il en résulte une dynamique qui va aboutir à la prolifération des missiles balistiques et des missiles de croisière et au développement par les États les plus concernés et les plus avancés technologiquement de missiles antimissiles aptes à intercepter des missiles à courte portée (SRBM), mais aussi des missiles à portée moyenne (MRBM) ou intermédiaire (IRBM). Les États-Unis, la Russie, la Chine et Israël sont les premiers à lancer de nouveaux programmes d'armes antimissiles.
D'autres États comme le Japon, la Corée du Sud ou l'Inde choisissent d'acquérir tout ou partie des systèmes antimissiles dont ils souhaitent se doter.

## États-Unis

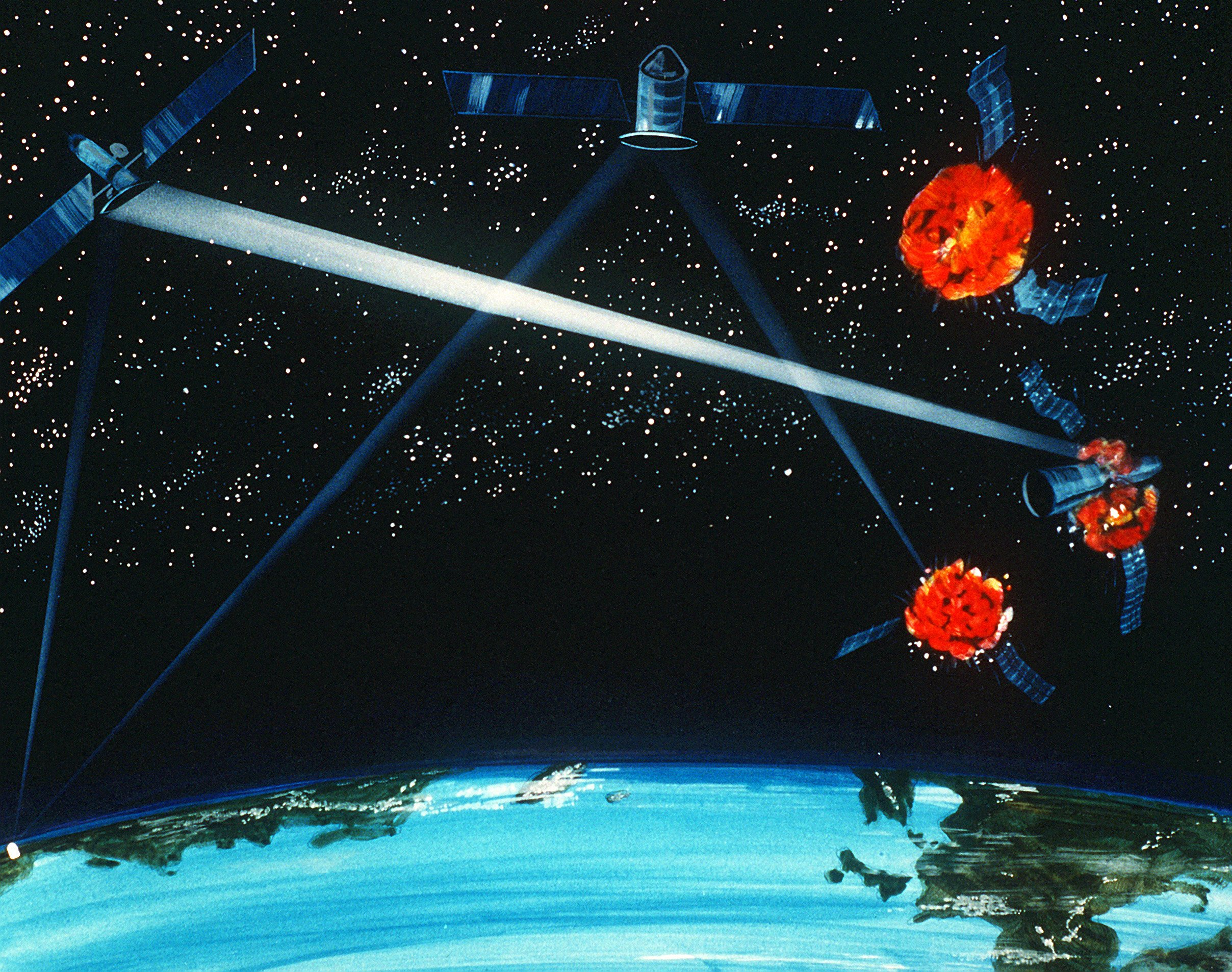
Dessin d’artiste d’un système laser hybride, le tir provenant d’une station terrestre puis réfléchi par un satellite (Initiative de défense stratégique).

Lors de la guerre froide, et à la suite des progrès techniques dans le domaine spatial des Soviétiques qui lancent le satellite Spoutnik en 1957, les Américains débutent leurs recherches sur la défense antimissile. Cette même année fut lancé le programme Nike-Zeus destiné à tenter de répondre à la menace provenant d’un arsenal nucléaire soviétique en rapide progression ; il sera abandonné en 1964 pour des raisons technologiques et financières.
Des missiles Thor ont aussi été lancés vers l'espace pour tester les effets des explosions nucléaires à haute altitude dans le cadre de la lutte antisatellite et de la défense antimissile. Ces essais seront désignés par « opération Fishbow, » faisant partie des opérations Dominic I et II.
Peu après, le président Johnson lance le programme Sentinel, présenté comme devant protéger le territoire américain d’une attaque chinoise. Le système envisagé reposait sur une vingtaine de radars d’alerte et de désignation d’objectifs et sur 2 500 missiles dotés d’une charge nucléaire répartis sur 25 sites de lancement. Le programme, renommé Safeguard (en), est fortement réduit en 1969 par le président Nixon qui souhaite uniquement protéger les silos de missiles stratégiques américains. À partir de 1975, Safeguard est opérationnel protège le site de Grand Forks (Dakota du Nord) abritant des silos de missiles sol-sol intercontinentaux. Cependant, le programme est abandonné quelques mois plus tard.
Entre-temps, les États-Unis et l’URSS signent le traité ABM le 26 mai 1972, par lequel les deux parties s’engagent à renoncer à une protection globale de leur territoire. Le traité autorise deux types de défense : protection de la capitale et d’une base de lancement de missiles, avec la contrainte que le système de défense ne peut être basé en mer, dans l’air, dans l’espace ou sur des plates-formes terrestres mobiles. En 1974, le nombre de sites autorisés est réduit de deux à un.
Le 23 mars 1983, Ronald Reagan lance l’initiative de défense stratégique (ou « Guerre des étoiles ») qui, au moyen d’un bouclier spatial qui rendrait les armes nucléaires « impuissantes et obsolètes », devrait protéger les États-Unis d’une attaque massive de plusieurs milliers de têtes nucléaires soviétiques. Le principe technologique évolue, avec l’abandon du concept d’interception indirecte par des missiles dotés de têtes explosives au profit d’une interception directe par collision (Hit-to-kill). En 1991, avec la fin de la guerre froide, le programme est amendé par George H. W. Bush avant que Bill Clinton ne conserve que la recherche sur la défense de théâtre, sans envisager de déploiement.
Durant la guerre du Golfe, les satellites militaires et autres détecteurs installés dans le cadre du Defense Support Program de l'Air Force Space Command pour détecter les tirs de missiles ont fourni des informations au Commandement de la défense aérospatiale de l'Amérique du Nord sur les lancements de missiles Scud par l’armée irakienne, ce qui a permis d’alerter les batteries de Patriot dans les régions des cibles visées. Le 18 janvier 1991, un missile Patriot a intercepté et détruit un missile Scud irakien destiné à frapper l’Arabie saoudite. C’était la première fois qu’un système de défense anti-aérien détruisait un missile balistique en condition réelle de combat. Conformément à la doctrine d’emploi, trois à quatre antimissiles sont tirés pour chaque missile assaillant mais les résultats réels sont controversés, avec un taux de réussite variant selon les avis de 70 % pour les missiles Patriot tirés depuis Israël et 40 % pour ceux tirés depuis l'Arabie saoudite, à moins de 10 %. Des missiles Patriot furent également mis en place durant l'Opération Liberté irakienne. On note le tir d’une vingtaine de missiles balistiques irakiens au total, la majorité ayant été contrés par ces derniers ou étant tombés hors zone, l’un d’entre eux étant parvenu à frapper le QG d’une brigade américaine.

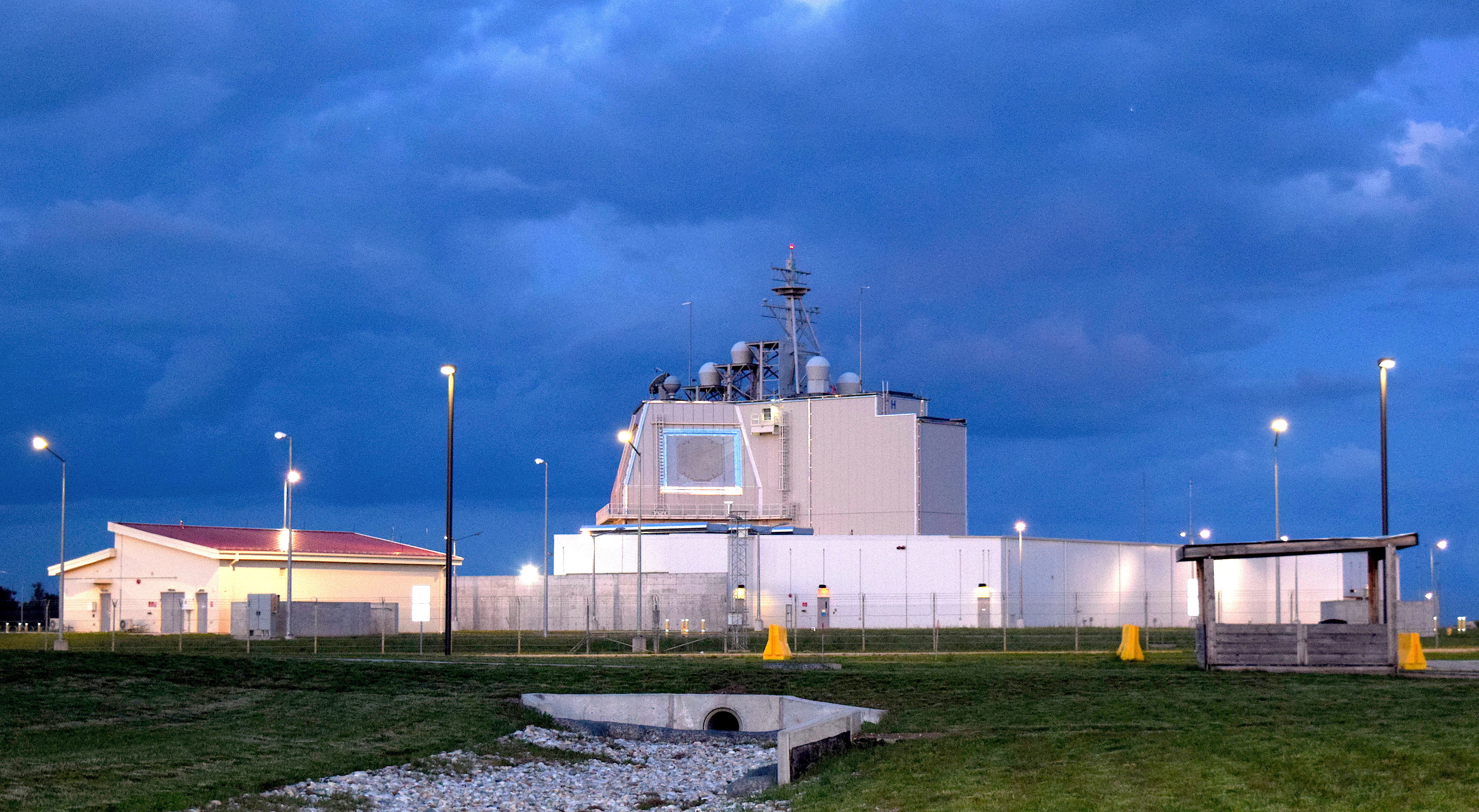
Le Aegis Ashore Missile Defense Complex Romania abritant 24 antimissiles RIM-161 Standard Missile 3 de la United States Navy en Roumanie est un des éléments du système de défense antimissile de l'OTAN depuis 2016.

Après les attentats du 11 septembre 2001, sous la présidence de George W. Bush, les États-Unis se retirent du traité ABM et lancent le National missile defense qui doit assurer une défense du territoire national, des pays alliés et amis et des troupes déployées contre les attaques de missiles balistiques émanant des pays proliférants, en particulier la Corée du Nord, l’Iran et l’Irak. Renommé Missile Defense, les premiers éléments entrent en fonction en novembre 2004. Ce programme s’explique par la prolifération des armes balistiques, mais aussi par l’avancée technologique, avec le succès des missiles antimissiles. Les États-Unis sont à la tête de plusieurs alliances diplomatiques ayant pour objet la défense antimissile :
- l’alliance autour du Japon qui a codéveloppé le missile SM-3,
- une alliance avec Israël, que les américains ont soutenu financièrement pour le développement du missile Arrow et de l’Iron Dome,
- le système de défense antimissile de l'OTAN est un projet visant la mise en commun des systèmes de commandement et de contrôle depuis 2005 pour la défense de théâtre (programme ALTBMD). Lors du sommet de l’OTAN à Lisbonne en 2010, les pays décident que cette collaboration sera étendue à la défense des populations et des territoires, ainsi que de collaborer avec la Russie[5].

## Union soviétique/Russie

### En Union soviétique

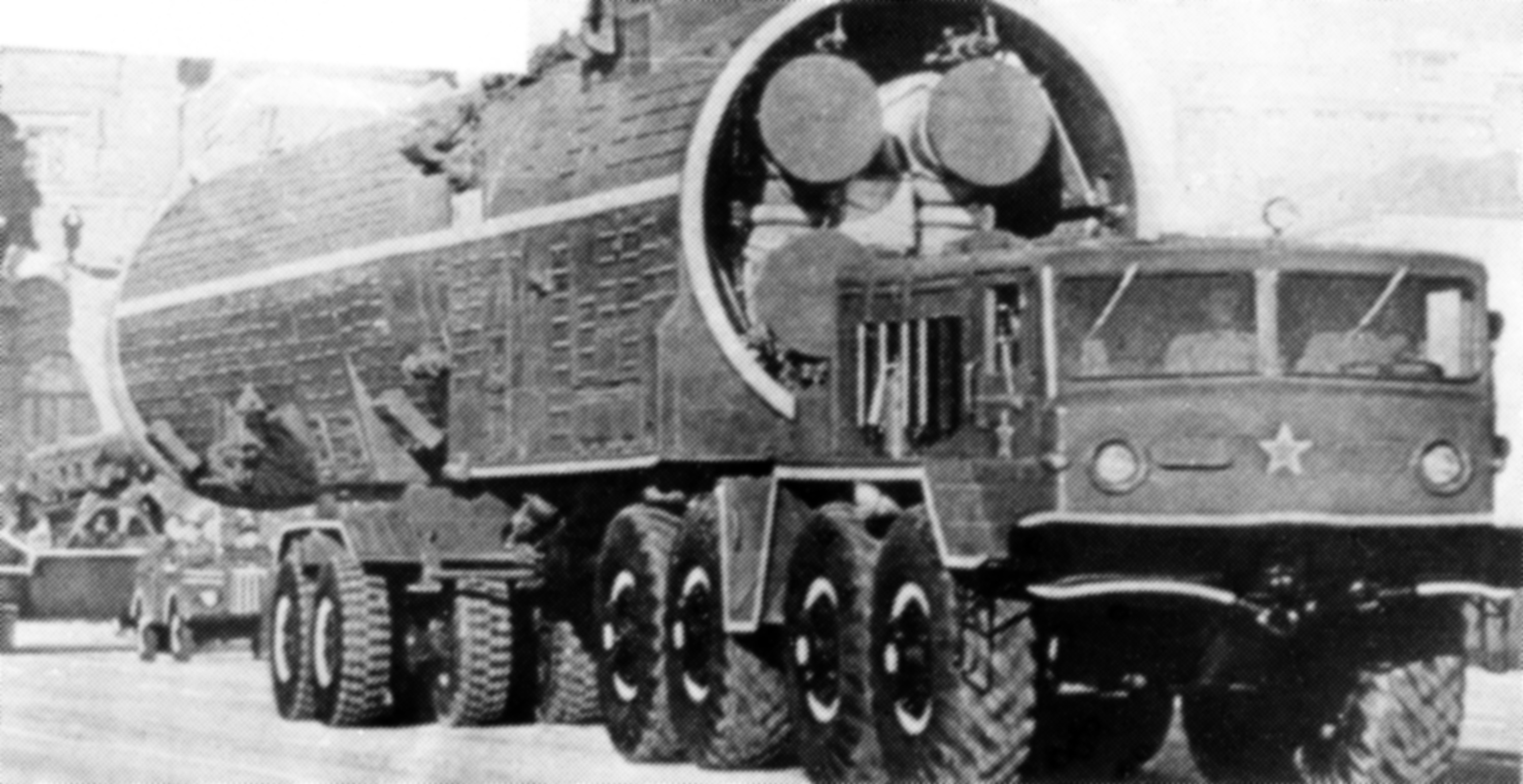
Missile antimissile soviétique A-350 (code OTAN : ABM-1 Galosh) au milieu des années 1970, cet engin pèse plus de 32 tonnes. Ce type de missile fut déployé sur un réseau de huit bases pour protéger Moscou d'une attaque par missile balistique à partir de 1972.

Le 17 août 1956, le conseil des ministres de l'URSS a autorisé les plans d'une installation expérimentale de défense antimissile située à Sary Chagan, sur la rive ouest du lac Balkhach. Le premier missile lancé à partir de l'installation, le 16 octobre 1958, était un V-1000 (code OTAN : SA-5 Griffon). Converti en missile sol-air classique, il deviendra le S-200. Cependant, les installations pour les essais à grande échelle ne furent pas prêtes avant 1961.
Le 4 mars 1961, l'URSS effectue la première interception réussie au monde d'un missile balistique réel par un missile antimissile. Le système RZ-25 mettant en œuvre le V-1000 a pris pour cible un R-12 Dvina (code OTAN : SS-4 Sandal). La défense antimissile est prise en charge par la Voyska PVO, la force de défense anti-aérienne de l'Union soviétique. Le RZ-25 sera déployé de 1962 à 1964.
En 1972, avec la signature du traité ABM, Moscou devient la première ville ayant une défense antimissile. Il s'agit alors du système A-35, en construction à partir de 1962 avec des missiles ABM-1 Galosh (en) équipés d'une charge nucléaire de 2 à 3 mégatonnes contrôler par le centre principal d'alerte d'attaque par missile opérationnel en 1971. Ce type de missile est depuis constamment amélioré.
Pour cibler la région de Moscou, cible prioritaire pour les États-Unis, leur plan de frappe établi en 1989 comprend environ 400 ogives nucléaires. Pour la destruction de la défense antimissile de la capitale russe, ce plan prévoit 105 missiles (100 Minutemen III et 5 Trident I), embarquant 210 ogives d'une puissance totale de 68 mégatonnes.

### En Russie
En 2014, le ministre de la Défense de Russie, Sergueï Choïgou a déclaré que « la création d’un Système spatial uni (SSU), un nouveau système d’alerte aux missiles, était une priorité de développement des Forces des fusées stratégiques; et il est attendu que le SSU pourrait détecter non seulement les lancements des missiles balistiques intercontinentaux, mais aussi les tirs des missiles tactiques. Le SSU sera de ce fait un facteur de sécurité stratégique et pourra fournir des données de reconnaissance de grande valeur pendant des conflits locaux ». L'armée russe prévoit la livraison d’au moins 10 bataillons S-500 (missile), des missiles antiaériens et antibalistiques d'une portée maximale annoncés de 600 km aux troupes de la défense aérospatiale (VKO) à partir de 2017.

## Chine
La République populaire de Chine a commencé ses travaux dans la défense antimissile à partir des années 1960 avec le programme Fan Ji dont les missiles et radars sont testés dans les années 1970. Elle a accéléré ses efforts pour développer ses propres capacités antimissiles après la guerre du Golfe de 1990. Elle a acquis auprès de la Russie des S-300, capables de fournir une protection limitée contre les missiles balistiques. Elle en construit sous licence sous le nom de Hongqi-10 (HQ-10) et a commencé à développer une force nationale, même si tous les contours n’en sont pas connus. Le 11 janvier 2010, une ogive Kinetic Kill Vehicle a détruit un missile balistique en exo-atmosphère en collision directe, ce qui fait de la Chine le deuxième pays au monde à avoir intercepté avec succès un missile balistique à mi-parcours. Le test a été renouvelé le 27 janvier 2013.
Il semble qu'en 2011 la Chine en soit déjà à un stade assez avancé, puisqu’elle développe avec la Russie la nouvelle génération de missiles S-400, ainsi qu'une version plus avancée du S-300PMU-2 avec une portée de 400 km, et une capacité accrue d’interception des missiles de croisière et balistiques. Elle développe aussi des capacités antisatellites avec des versions du DF-21, démontrées lors de la destruction d’un satellite Feng-Yun en janvier 2007.
Elle prévoit, dans des documents de 2014, de lancer un programme de satellite d'alerte précoce.

## Iran
Après l'interdiction russe d'exporter des S-300 vers l'Iran (qui a été levée en 2015), l'Iran a décidé de développer un système similaire au niveau national : « Nous avons prévu de construire un système de missile de défense aérienne à longue portée similaire au S-300. "Grâce et grâce aux efforts des ingénieurs iraniens, nous atteindrons l'autosuffisance à cet égard."

### Khordad 15

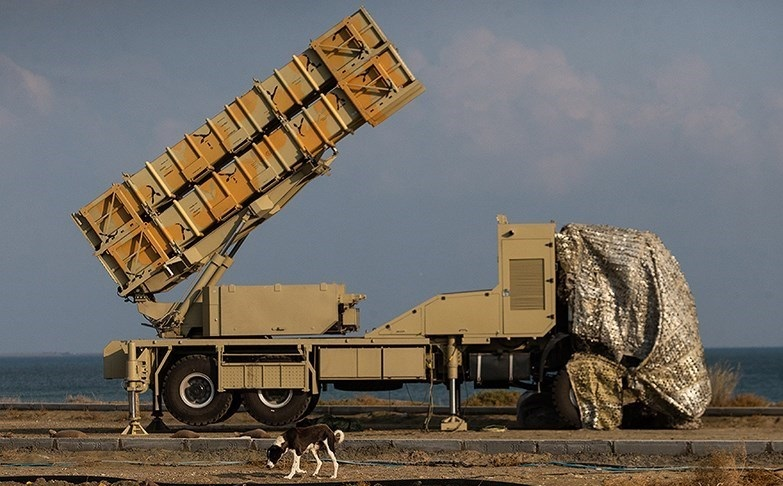
15 Khordad

Le Khordad 15 est un système de missile sol-air (SAM) conçu et construit en Iran. Le système a été dévoilé au public le 9 juin 2019 dans un discours prononcé par le ministre iranien de la Défense, Amir Hatami, à Téhéran, en Iran. Le système a été développé par l’Organisation des industries aéronautiques iraniennes (IAIO). Il aura la capacité de détecter et d'intercepter des avions de combat, des cibles furtives, des véhicules aériens de combat sans pilote (UCAV) et des missiles de croisière. Il opère en conjonction avec les missiles Sayyad-3. Le système de missiles sol-air a été développé afin de contrer les missiles et autres menaces aériennes présentées par la présence de forces extra-régionales dans des bases militaires dans les pays autour de l'Iran. Il a été dévoilé au milieu de l'escalade des tensions avec les États-Unis. et les tentatives infructueuses de l’Europe pour respecter ses engagements envers l’accord sur le nucléaire iranien de 2015.

### Bavar-373
Bavar-373 est un système de missile sol-air mobile routier à longue portée iranien dévoilé en août 2016. L'Iran le décrit comme un concurrent du système de missile S-300. Il est fabriqué par le ministère iranien de la Défense en coopération avec des fabricants et des universités locaux non précisés.
Le système a été officiellement dévoilé lors d'une cérémonie à laquelle a participé le 22 août 2019 et a été déclaré opérationnel le même jour.
Une version améliorée a été dévoilée en 2022. L’Iran l’a décrit comme un concurrent du S-400 et a déclaré qu’il était capable d’abattre des avions de combat de cinquième génération.
Le premier prototype a été construit le 22 novembre 2011. L'Iran a annoncé que le système avait été conçu et construit par le ministère de la Défense, les industries nationales et certaines universités iraniennes. Esmaieli a déclaré que l'Iran ne pensait même plus au S-300 car le Bavar-373 était bien plus performant. Des sources iraniennes suggèrent que le Bavar 373 sera mobile, avec quatre missiles chargés sur chaque lanceur de camion mobile.

## Corée du Sud

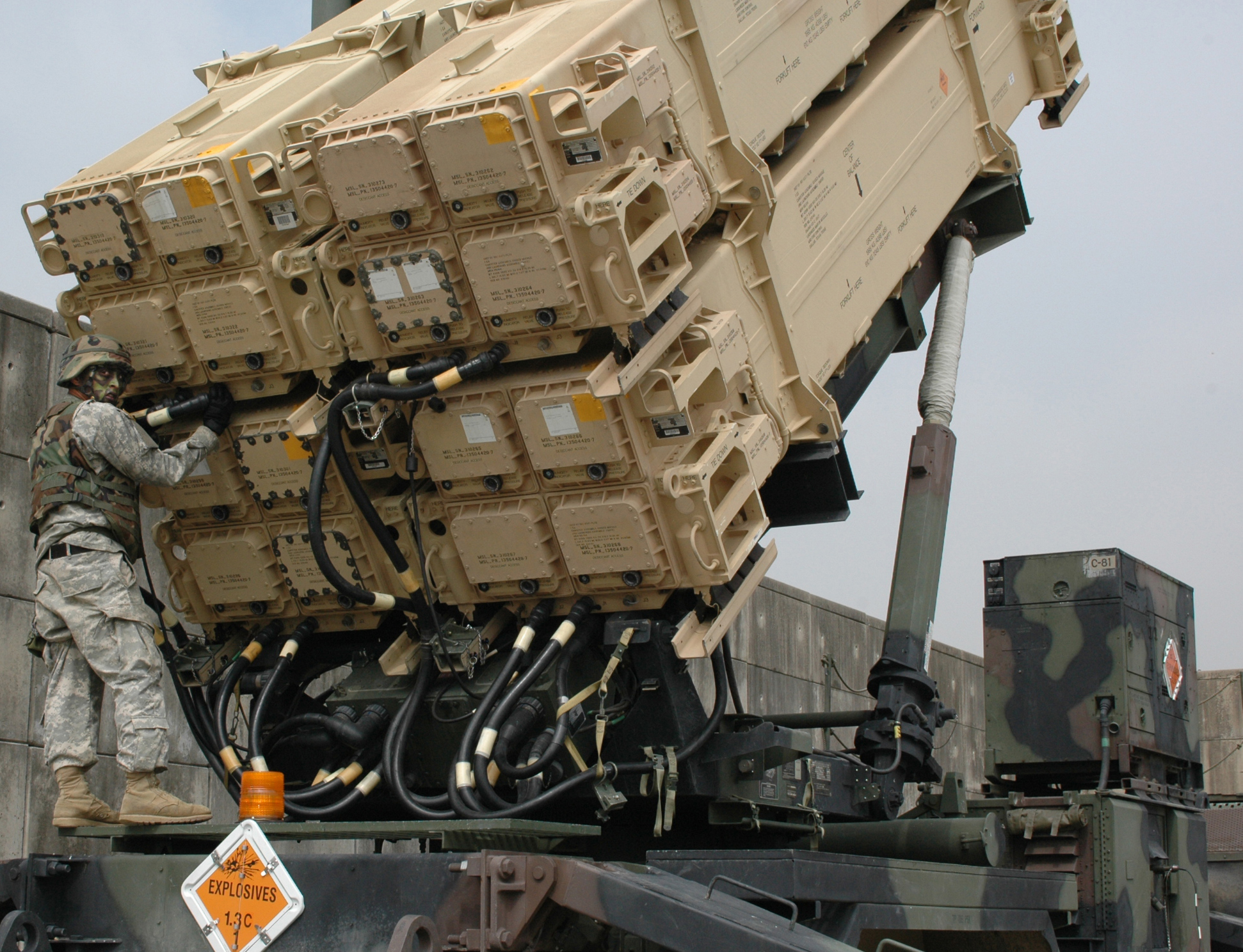
Un lanceur PAC-3 américain à Osan.

Depuis le milieu des années 1990, la Corée du Sud vise à se doter d’une capacité anti-balistique couche basse autonome face à la menace des missiles balistiques nord-coréens. Nommée la Korea’s Air and Missile Defense (KAMD), elle vise à remplacer les MIM-14 Nike Hercules. Sa mise en place s'est accélérée depuis 2008, et son coût est estimé en 2010 à environ 4,5 milliards de dollars américains.
En 2012, le système était constitué de radars, dont deux EL/M-2080 Green Pine israéliens de 800 km de portée achetés en 2009 pour 280 millions de dollars, de huit batteries d'un total de 48 lanceurs de Patriot PAC-2 achetées en 2008 à l'Allemagne avec 192 missiles (pour un coût de plus d'un milliard de dollars avec la remise à niveau), opérées par deux bataillons de la force aérienne de la République de Corée déployés à Séoul et Incheon, et enfin de trois destroyers Aegis de la classe Sejong le Grand entrés en service à partir de 2008, sur un total de six prévus.
La Agency for Defense Development (en) développe depuis 2006 avec entre autres l'entreprise russe Almaz-Antei en association la coentreprise Samsung-Thales deux systèmes de missile sol-air produit par LIG Nex1, une filiale de LG Group, le KM-SAM ou Cheolmae II, destinée à remplacer les MIM-23 Hawk, qui est en service depuis fin 2015, et un système dérivé à priori du S-400 Triumph russe désigné Cheolmae 4-H, qui aurait une portée de 150 km et un plafond de plus de 60 km. Ce dernier projet couterait, selon un article de 2011, 812 millions de dollars.
Fin 2012, on estime qu'un système complet pourrait être en place d’ici 2015. Un premier exercice antimissile est annoncé pour la première moitié de 2015.
Contrairement au Japon, la Corée du Sud ne s’est pas associée officiellement aux États-Unis pour sa défense antimissile balistique, en raison de la faible distance séparant les deux Corées, imposant des choix technologiques différents de ceux utilisés au Japon. D'après le général Adorno Auguste, Séoul évite ainsi de froisser son puissant voisin chinois, qui voit d’un mauvais œil le bouclier américain se développer tout autour d’elle. Mais de facto, le degré de coordination nécessaire pour permettre un fonctionnement efficace de l’ensemble des systèmes de défense aérienne installés en Corée du Sud et dans son voisinage, équivaudra finalement à intégrer les deux chaînes de commandement. La 8e armée des États-Unis contrôle par exemple depuis 2004 la 35e brigade d'artillerie de défense aérienne (35th Air Defense Artillery Brigade), qui disposerait de neuf batteries de tir opérées par deux bataillons distincts, comportant un total de 45 lanceurs PAC-2 (quatre missiles par lanceur) et de 27 PAC-3 (16 missiles par lanceur). Ils sont déployés au camp Carroll à l’ouest du pays, et sur la base aérienne d’Osan au sud de Séoul. En juillet 2016, un accord a lieu pour le déploiement d'une batterie de Terminal High Altitude Area Defense dans le district de Seongju, il est opérationnel depuis avril 2017.
Les moyens combinés des deux forces devraient permettre en théorie d'engager une demi-douzaine de salves de SCUD-B et SCUD-C, ce qui permettrait d’accroître la protection des agglomérations et bases militaires de façon significative pendant deux à trois jours (en supposant deux salves par jour). Utilisées seules, les capacités sud-coréennes permettraient au mieux de protéger les zones concernées contre une première salve seulement.

## Inde

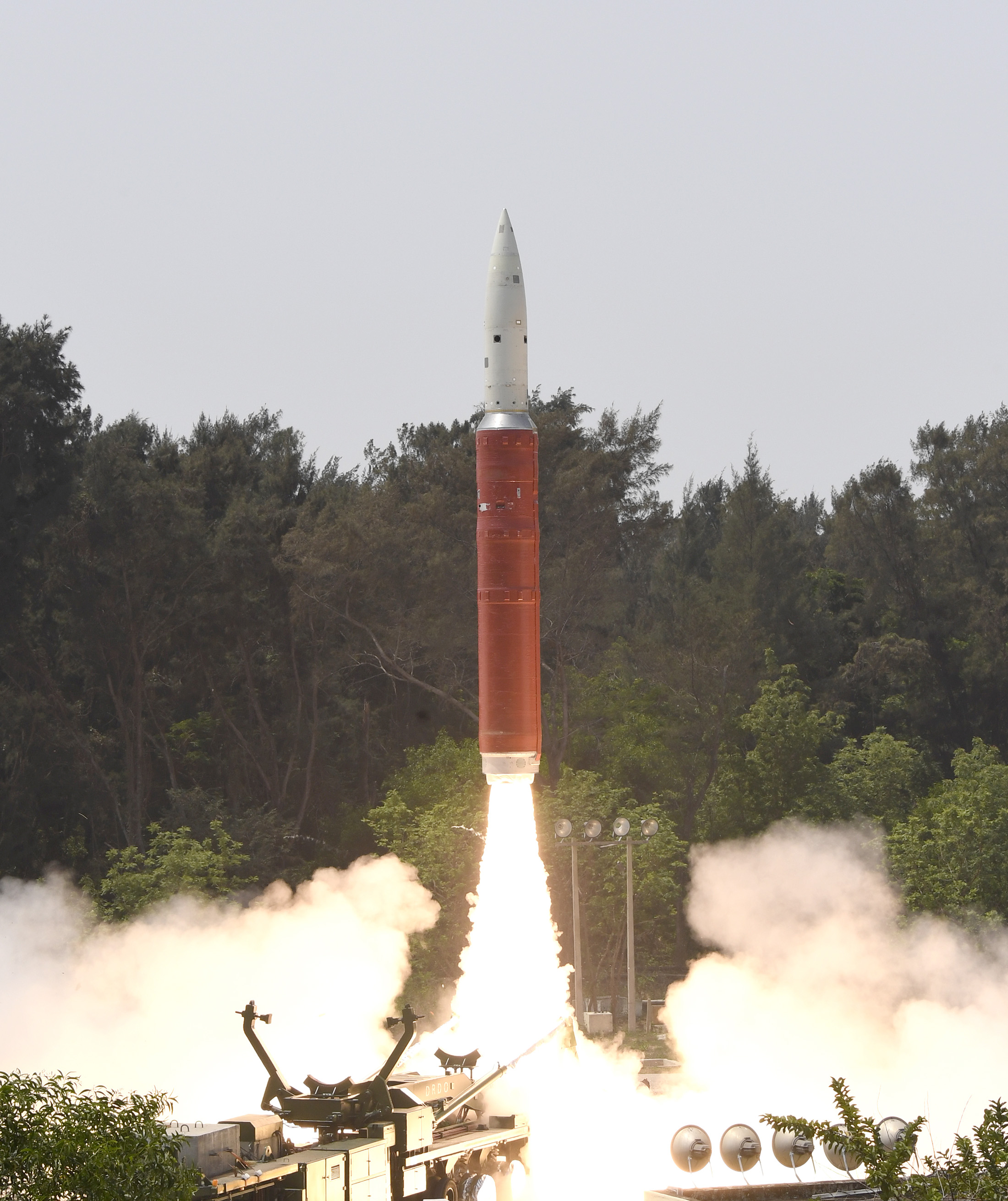
Missile Ballistic Missile Defence (BMD) Interceptor indien utilisé pour le tir antisatellite du 27 mars 2019.

L’Inde, qui a également acquis des S-300 russes, des radars EL/M-2080 Green Pine (en) israéliens (trois entre 2002 et 2005) et de l’expertise française, développe son propre programme de défense antimissile. Elle a annoncé le 18 juillet 2005 un partenariat stratégique avec les États-Unis, concrétisé par un accord-cadre de coopération technologique privilégiée dans plusieurs domaines, dont la défense antimissiles.
Plusieurs types de missiles nationaux sont en cours de développement, les deux premiers étant le Prithvi Air Defence (PAD ou Pradyumna Ballistic Missile Interceptor) pour les cibles exo-atmosphériques, et l'Advanced Air Defence (AAD ou Ashwin Ballistic Missile Interceptor) pour les cibles endo-atmosphériques. Les premiers systèmes devraient être opérationnels en 2015 si les tests sont concluants.
D'autres types de missiles sont en développement dont une autre version bi-étage du Prithvi nommée Prithvi Defense Vehicule, conçue pour détruite les cibles exo-atmosphériques à des altitudes de plus de 120 km et ayant une portée de 2 000 km. Son premier tir d'essai, le 7e au total d'un antimissile indien, a eu lieu le 27 avril 2014 et a échoué.

## Israël

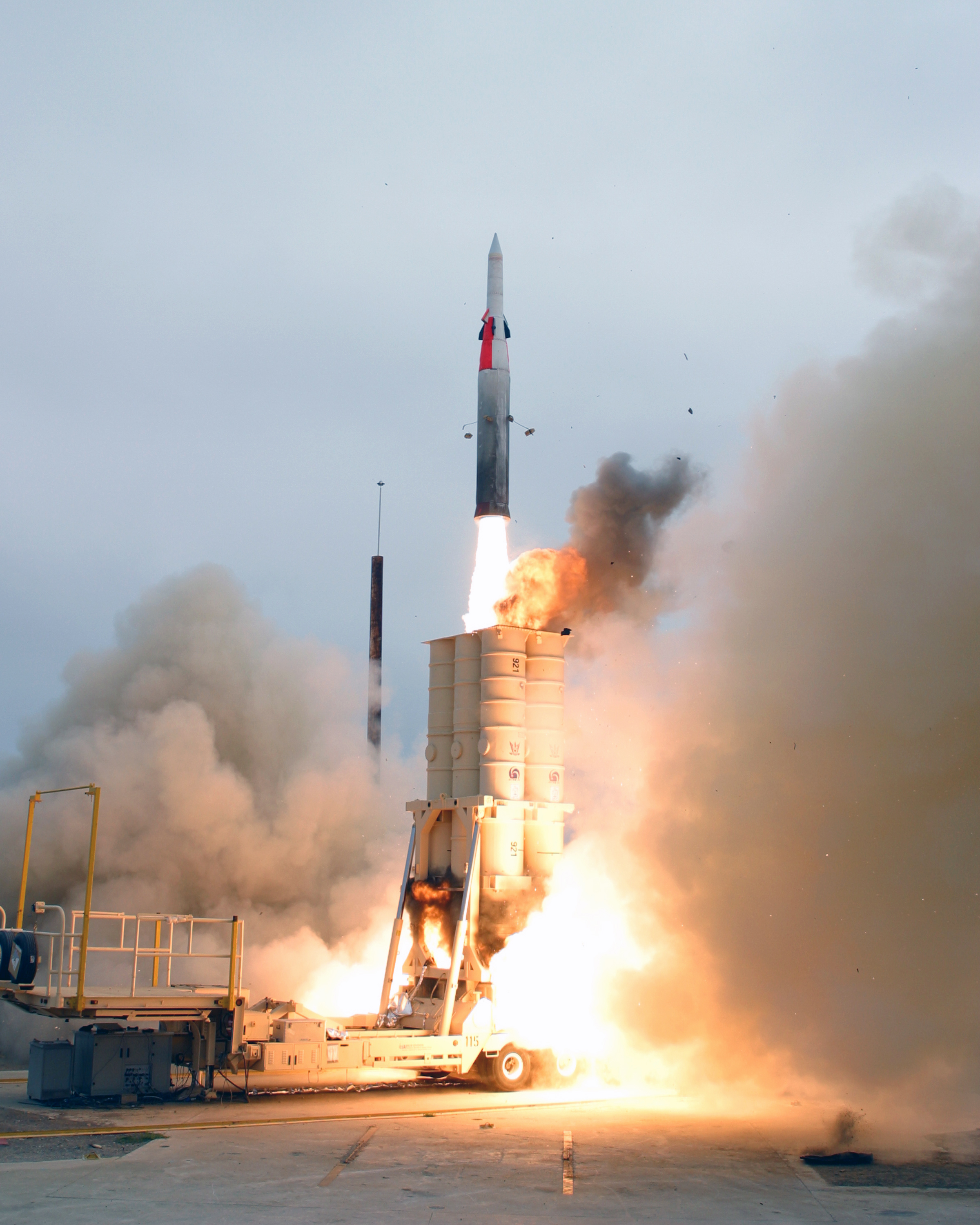
Lancement d'un missile intercepteur Arrow.

Israël développe depuis la deuxième moitié des années 1980 un vaste programme national de défense antimissile multi-couches contre les armes balistiques à très courte, courte et moyenne portées. L'ensemble du programme bénéficie d'un co-financement important de la part des États-Unis qui y consacrent 4 milliards de dollars entre 2006 et 2017, soit une moyenne annuelle de 330 millions de dollars. L'accord relatif à l'aide des États-Unis à Israël prévoit, dans le seul domaine de la défense antimissile, un montant annuel de 500 millions de dollars entre 2019 et 2028,. Le système Arrow 3, quatrième et dernière couche de ce système, destiné à l'interception de missiles à moyenne portée (MRBM) dans le domaine exo-atmosphérique, est devenue opérationnel en 2017. Les systèmes « Dôme de fer », « Fronde de David » et « Arrow 2 » en constituent les trois premières couches. Israël déploie également des missiles Patriot PAC-3 fournis par les États-Unis.
Le système appelé Dôme de fer (en hébreu : כיפת ברזל, prononcé kipat barzel) de défense aérienne mobile israélien a été développé par la société Rafael Advanced Defense Systems, conçu pour intercepter des roquettes et obus de courte portée (Counter Rocket, Artillery, and Mortar, ou C-RAM) à des distances de 4 à 70 km. Chaque batterie se compose d'un radar de détection et de désignation de cibles, d'un système de commandement, de contrôle et de conduite de tir ainsi que de trois lanceurs dotés chacun de 20 missiles intercepteurs de Tamir. Le système a été créé pour faire face aux attaques de roquettes lancées depuis la bande de Gaza et le Liban en direction des villes israéliennes, et a été déployé en 2010,.
Le système Fronde de David est destiné à intercepter les roquettes à moyenne et longue portées et les missiles de croisière, comme ceux possédés par le Hezbollah, tirés à des distances comprises entre 40 et 300 km.
Le système Arrow, ou Hetz חֵץ, répond au besoin d'Israël  de disposer d'une défense antimissile de théâtre contre les SRBM et les MRBM. Le programme est co-financé par les États-Unis et Israël qui en a cependant la maîtrise technologique.
Son développement commencé en 1986 se poursuit depuis lors sous l'égide du Ministère de la défense d'Israël « Homa » (hébreu : חומה) « rempart » et de la Missile Defense Agency des États-unis. Les principales entreprises contractantes sont Israel Aerospace Industries (IAI) et Boeing. Le système est mobile ; il comprend le lanceur de missiles Arrow, le radar à balayage électronique actif AESA EL/M-2080 Green Pine, le centre de C3I "Golden Citron" fourni par Tadiran, et le centre de contrôle de tir « Brown Hazelnut » fourni par IAI.
Faisant suite aux tests réalisés avec le démonstrateur technologique Arrow 1, la production de série et le déploiement sont effectués avec le modèle Arrow 2, qui est considéré comme un des systèmes les plus avancés. La première batterie Arrow est devenue opérationnelle en octobre 2000. Bien qu'Israël ait exporté plusieurs de ses composants, la Force aérienne et spatiale israélienne est, au sein de l'Armée de défense d'Israël, le seul utilisateur de ce système dans le monde,,,.
Le co-développement du système Arrow 3 par Israël et les États-Unis débute en 2008. L'objectif est de pouvoir intercepter à haute altitude dans le domaine exo-atmosphérique des missiles à moyenne portée (MRBM) qui seraient tirés depuis l'Iran. Le système, Arrow 3 est opérationnel depuis janvier 2017,. Le développement du système est conduit comme pour Arrow 2 par IAI et Boeing.
Pour protéger ses champs gaziers offshore, Israël développe en complément de ses systèmes antimissiles terrestres une version navale de l'Iron Dome,. Cette version équipe les corvettes de la classe Sa'ar 6 qui seront livrées à la marine israélienne à partir de 2019.

## Japon

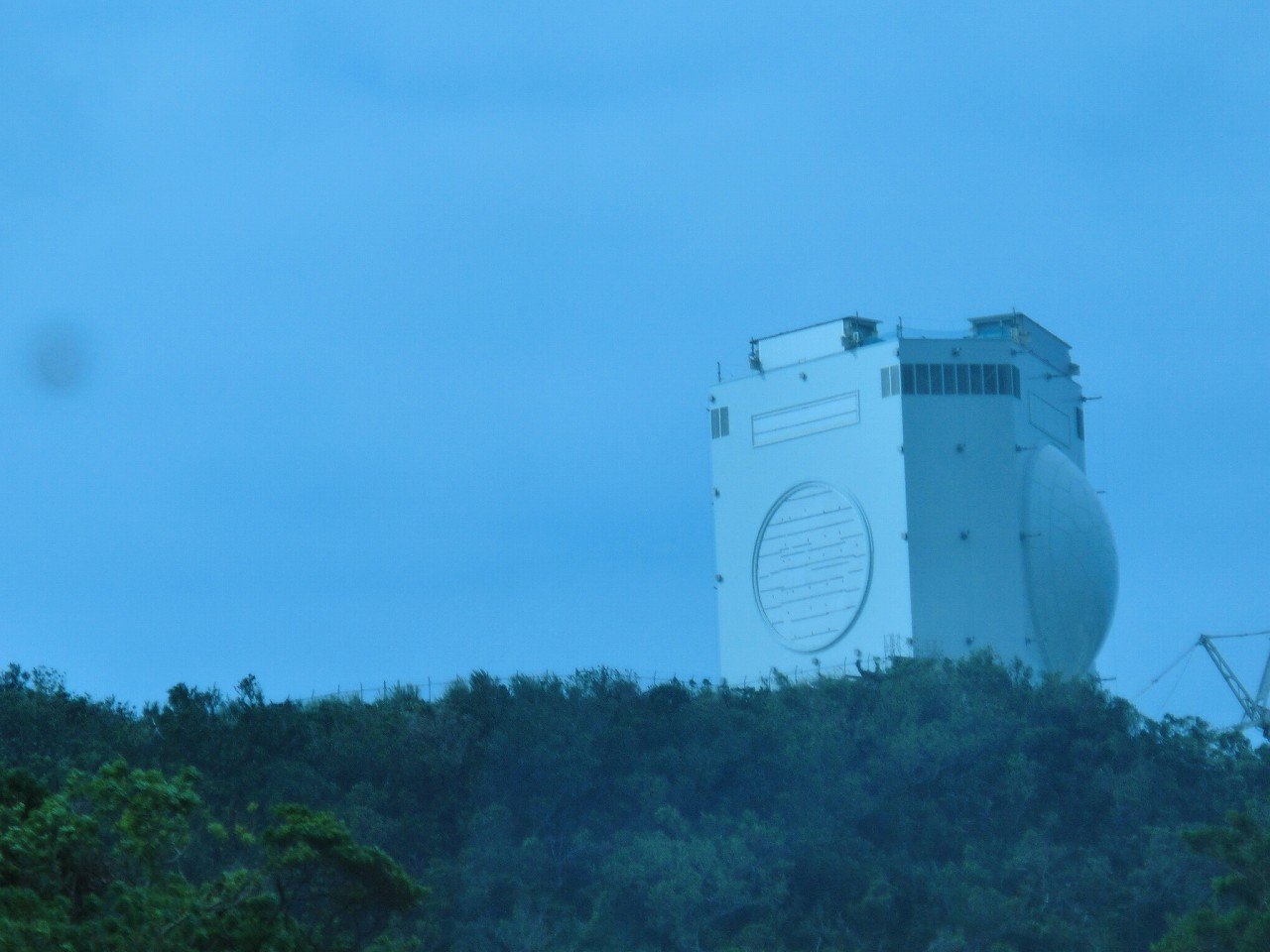
Radar J/FPS-5 à Okinawa.

Depuis 1998, le Japon développe son programme antimissile en collaboration avec les États-Unis, à la suite des tirs d'essai de missiles de la Corée du Nord passant au-dessus de son territoire. En 2012, les forces d’autodéfense nippones mettent en œuvre quatre destroyers de la classe Kongo dotés de missiles intercepteurs RIM-161 Standard Missile 3 (missile qui effectua en décembre 2007 pour la première fois une interception de missile balistique lors d'essais), ainsi que 16 batteries PAC-3 (Patriot Advance Capability-3). Le pays dispose également de quatre radars J/FPS-5 mis en service entre 2008 et 2011 et de sept FPS-3 modernisés, tandis que les États-Unis ont installé un radar en bande X depuis 2006 dans le nord de l'archipel, sur la base de Shariki près de Tsugaru. L'installation d'un deuxième radar annoncée début 2013 sur la base aérienne de Kiogamisaki au nord-est de Kyoto est effective en décembre 2014.
Les États-Unis disposent aussi depuis juin 2006 de PAC-3 déployés dans leurs bases au Japon. Le Destroyer Squadron 15 (en) de la 7e flotte des États-Unis stationné dans la base navale de Yokosuka comprend en juin 2017, avant l'accident du USS Fitzgerald (DDG-62), sept navires chargés de la défense antimissile balistique de cette flotte.
Du fait des obligations qui incombent au gouvernement japonais dans le cadre de la constitution, il est nécessaire de séparer formellement les chaînes de commandement japonaises et américaines, de façon à garantir l’indépendance de la boucle de décision nationale. D’autre part, malgré l’important niveau d’intégration de leur architecture de défense antimissile avec celle des forces américaines, les responsables japonais ont souhaité développer une capacité d’alerte et de trajectographie propre afin de pouvoir juger par eux-mêmes de la situation balistique.
En 2017, devant l'augmentation de la menace nord-coréenne, il a été décidé d'acquérir deux bases Aegis Ashore équipé de SM-3 Block IIA pour un coût unitaire estimé à environ 80 milliards de yens (620 millions d'euros au taux de change d'aout 2017) pour une mise en service annoncé en 2023. Le 15 juin 2020, on annonce la suspension de ce projet à la suite d'erreurs sur le choix de l’implantation des bases et des oppositions locales.
En 2020, le nombre de destroyers équipés d'un système Aegis antimissile est de sept, devant monter à huit en 2021, les 4 de la classe Kongō, 2 de la Classe Atago et 2 de la classe Maya (en).